# Beli (Chorwacja)
Beli – wieś w Chorwacji, w żupanii primorsko-gorskiej, w mieście Cres. W 2011 roku liczyła 47 mieszkańców.